# تیم ملی والیبال زنان بلاروس
تیم ملی والیبال زنان بلاروس تیم ملی والیبال زنان کشور بلاروس است.